# British Medical Association
La British Medical Association (BMA) (Asociación Médica Británica)  es un sindicato registrado de médicos en el Reino Unido. No regula ni certifica a los médicos, responsabilidad que recae en el Consejo Médico General. La BMA cuenta con una variedad de comités científicos y representativos y está reconocida por los empleadores del Servicio Nacional de Salud (NHS), junto con la Asociación de Consultores y Especialistas Hospitalarios, como uno de los dos negociadores de contratos nacionales para médicos.
El objetivo declarado de la BMA es "promover las ciencias médicas y afines, y mantener el honor y los intereses de la profesión médica".
Inicialmente representaba a los médicos rurales y excluía específicamente a los médicos de Londres o aquellos asociados con las Sociedades Reales. Ahora representa principalmente a los médicos generales y ha tenido gran influencia en la configuración de las disposiciones de la Ley Nacional de Salud.

## Historia

### Provincial Medical and Surgical Association and Webster's Medical Association (Asociación Médica y Quirúrgica Provincial y Asociación Médica de Webster)

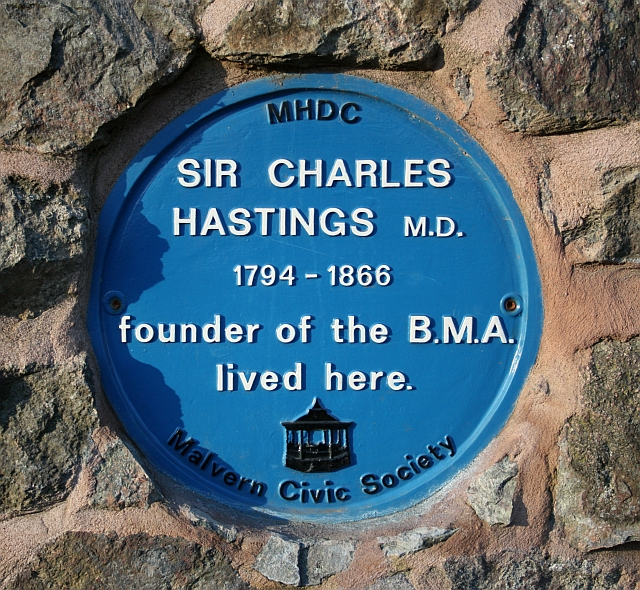
Placa azul en la casa donde vivió el cirujano Charles Hastings (1794-1866), en Worcester Royal Infirmary.

La Asociación Médica Británica tiene sus orígenes en la Asociación Médica y Quirúrgica Provincial (Provincial Medical and Surgical Association, PMSA), fundada por Sir Charles Hastings el 19 de julio de 1832, y en la "Asociación Médica Británica" fundada por George Webster en 1836. Diez años después de su reunión inicial, la El número de miembros de la Asociación Médica y Quirúrgica Provincial había aumentado a 1.350 y había comenzado a publicar una revista semanal, The Provincial Medical and Surgical Journal. En 1853, la PMSA amplió su membresía a médicos de Londres y en 1856 se transformó en la Asociación Médica Británica. Desde 1857 su revista se conoció como British Medical Journal o BMJ .
Aunque inicialmente no se formó con el objetivo de iniciar una reforma médica, la BMA jugó un papel clave en la redacción y aprobación de la Ley Médica de 1858 , que estableció el Consejo Médico General que estableció un estándar para médicos calificados y no calificados y estableció un sistema de profesionales. Antes de esto, cualquier persona, calificada o no, podía ejercer como médico. Esto también posicionó a la BMA para desempeñar un papel importante en la política médica futura, haciendo campaña sobre temas como la medicina de la ley de pobres , la charlatanería, la salud pública, la medicina militar y alternativa y la práctica por contrato. Durante este tiempo, uno de los órganos más activos e influyentes de la asociación fue el Comité de Proyectos de Ley Parlamentarios, formado en 1863 para asumir un papel de liderazgo a la hora de influir en la legislación sobre cuestiones de salud pública.